# スパイ・ウルトラ
『スパイ・ウルトラ』（原題：Welcome to Acapulco）は、ギレルモ・イヴァン監督、マイケル・キングスベイカー、アナ・セラディーリャ、マイケル・マドセン、ポール・ソルヴィノ、ウィリアム・ボールドウィン、ブラッドリー・グレッグ、Jeannine Kaspar、マイケル・パパジョン出演の2019年公開のメキシコのアクション・コメディ・スリラー映画  。
ゲーム風の演出とメタ的な語り掛けを特徴とする作品。

## あらすじ
自分が作ったゲームを発表しに、ニューメキシコに向かうことになっていたマットは、空港で友人のアントニーと出くわす。搭乗前にお酒を飲み交わしていた2人であったが、気付くとマットは飛行機に搭乗していた。しかし、その飛行機の行き先がメキシコのアカプルコであることを知る。
やむなく降り立ったアカプルコで、マットは2人のCIAエージェントから声を掛けられるが、謎の女アドリアナに連れられ、その場を逃げ出す。

## キャスト
※括弧内は日本語吹替
- アドリアナ・バスケス - アナ・セラディーリャ（英語版）（有賀由樹子）：運転が上手い謎の女。CIA。エンリケという名の兄がいる。
- マット / マシュー・ブース - マイケル・キングスベイカー（真殿光昭）：MIT卒のゲームプログラマー。
- マリオン・ハイド - マイケル・マドセン（栗田圭）：悪党。賞金稼ぎで、9歳で最初の殺人を行っている。上院議員に雇われて、マットの行方を追う。
- キャンベル上院議員 - ポール・ソルヴィノ（山下大毅）：汚職議員。上院軍事委員会の議長。
- ドレイク・サヴベージ - ウィリアム・ボールドウィン（小磯一斉）：元CIAで、アドリアナの元カレ。国を追われて、メキシコに逃げている。弟をCIAに殺されている。
- トニー / アントニー・ウッズ - ブラッドリー・グレッグ：マットの友人で、3人の子持ちの不動産業者。正体は、元CIA諜報員で、変装の名人。極秘情報を売りさばいていたことから、CIAを首になり、懸賞金が掛けられている。クリント・イーストウッド好き。
- ミス・ライカー - ジャニーン・カスパー：魔性の女。上院議員を手玉に取る。
- エイペックス - マイケル・パパジョン：汚職まみれのCIA長官。キャンベル上院議員に顎で使われる。
- ラファエル - ギレルモ・イヴァン（英語版）：アドリアナの兄エンリケの元相棒。ドレイクのもとで働く。
- ブロック - Zach Rose：偽CIAエージェント。ハイドの手下。
- ケスラー - Jack Duarte：偽CIAエージェント。ハイドの手下。
- ミス・スターク - Ana Layevska：ハイドの手下。
- ワイズマン：トニーの変装
- ハマー - Osvaldo de Leon：偽CIAエージェント。
- エンリケ - Guillermo Garcia：アドリアナの兄。CIAエージェント。

## 日本語版制作スタッフ
- 音響制作：AMG Studio